# Pentametrocrinus spinosus
Pentametrocrinus spinosus is een haarster uit de familie Pentametrocrinidae.
De wetenschappelijke naam van de soort werd in 1981 gepubliceerd door Marshall & Rowe.